# Accident miner del 1975 a Fígols
L'accident miner de l'any 1975 a Fígols va succeir per una explosió de grisú el 3 de novembre de 1975. en la mina de lignit anomenada "Consolació", que tenia galeries que arribaven fins a 1000 metres de fondària. Hi van morir 30 miners (25 d'ells a l'acte) i cinc van resultar ferits molt greus. Va ser l'accident miner més greu a Espanya succeït en els 50 anys anteriors. 6000 persones acudiren als funerals dels miners.
Les mines de carbó de Fígols eren propietat de l'empresa "Carbones de Berga S.A.". En l'aute de processament judicial que es va fer el 1976 a quatre càrrecs directius de l'empresa, el director de la mina, dos enginyers i un facultatiu de mines, es va considerar (fora de tot dubte) la incidència del circuit de ventilació en l'accident.
Les causes d'aquest accident no van quedar mai del tot clares. La deflagració va passar quan els miners van encendre la maquinària d'extracció. La mina estava qualificada oficialment com "sense grisú". Durant aquell mateix mes de novembre es van produir dotze accidents greus en la mateixa mina per contactes elèctrics i uns dies abans hi va haver un incendi en la mateixa galeria de la mina però, en aquest cas, sense víctimes.
Aquests fets van passar durant l'agonia del General Franco, en el mateix dia que li van fer la darrera operació, i per això la notícia va quedar enfosquida per la de la mort d'aquest dictador esdevinguda només 17 dies després.